# 烹飪外交

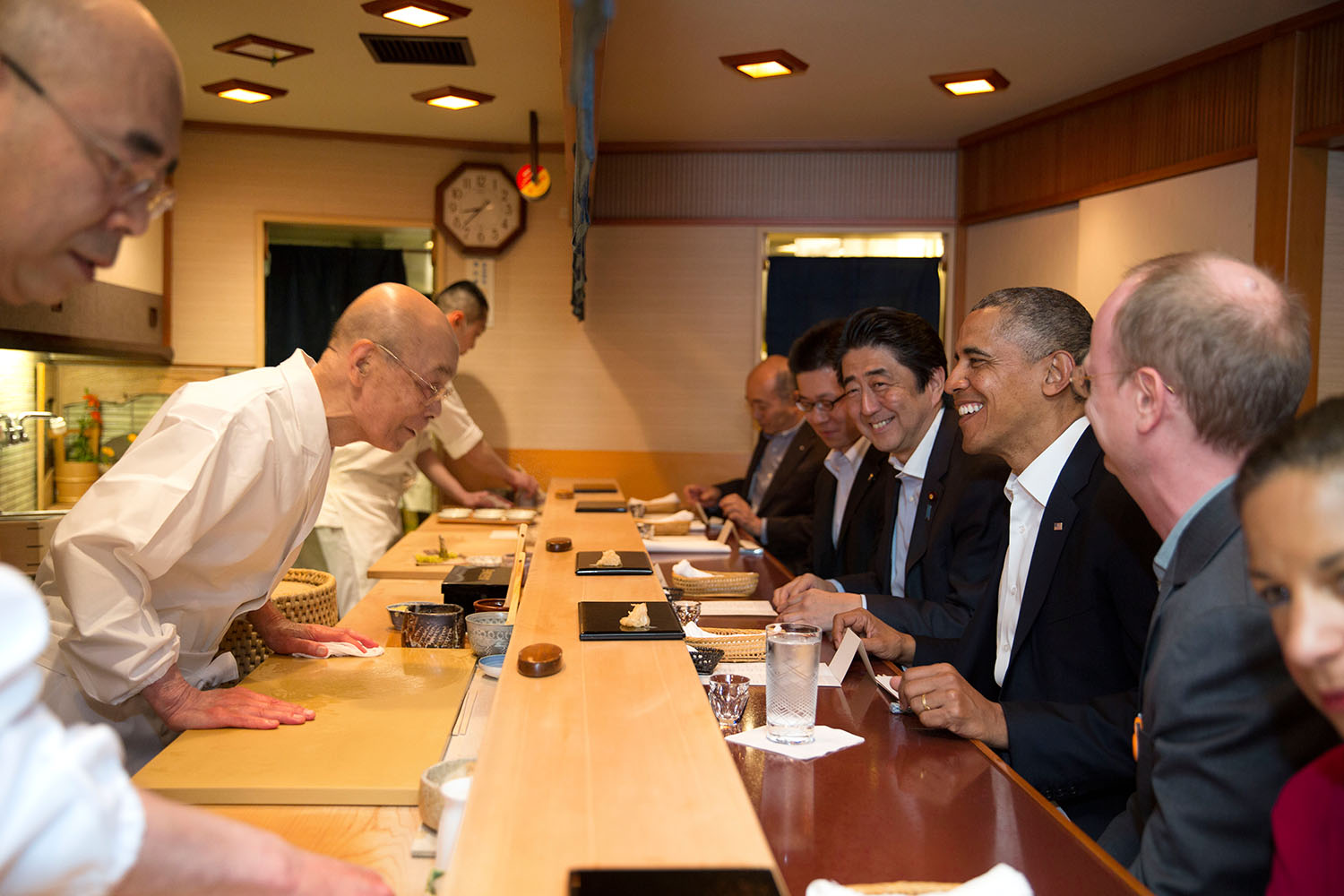
2014年，美国总统巴拉克奥巴马和日本首相安倍晋三在东京数寄屋桥次郎寿司店。

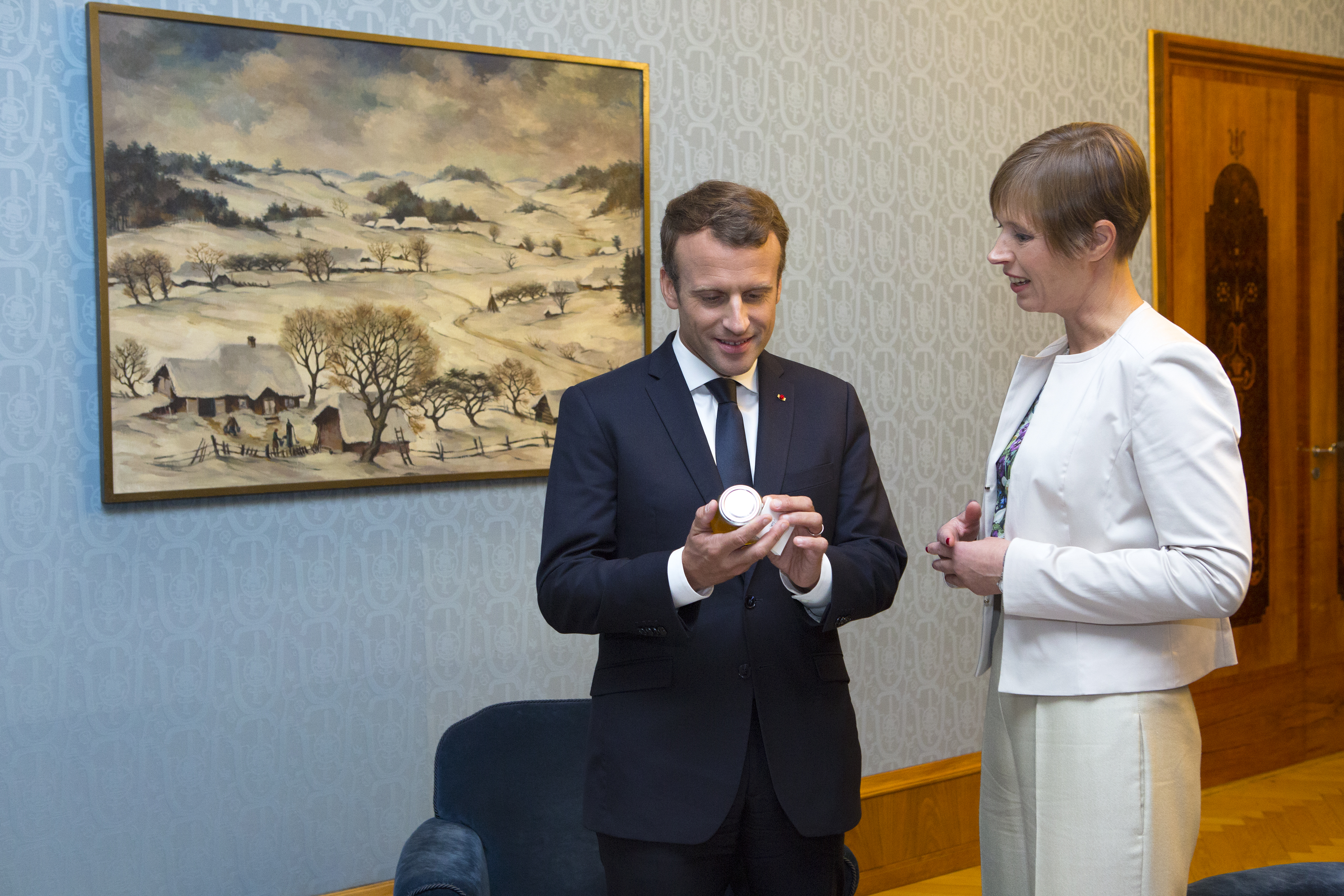
2017 年，爱沙尼亚总统克尔斯季·卡柳莱德向法国总统埃马纽埃尔·马克龙赠送玫瑰蜂蜜。

烹饪外交（Culinry diplomacy），又稱美食外交，為文化外交的一种，本身亦是公共外交的一部分。它的基本前提是「赢得人心的最简单方法是通过胃」。 新加坡、泰国、韩国、马来西亚、印度尼西亚、秘鲁、美国、 柬埔寨、 日本、 斯堪的纳维亚、澳洲和乌兹别克已建立政府资助的官方烹饪外交项目。 

## 例子

### 柬埔寨

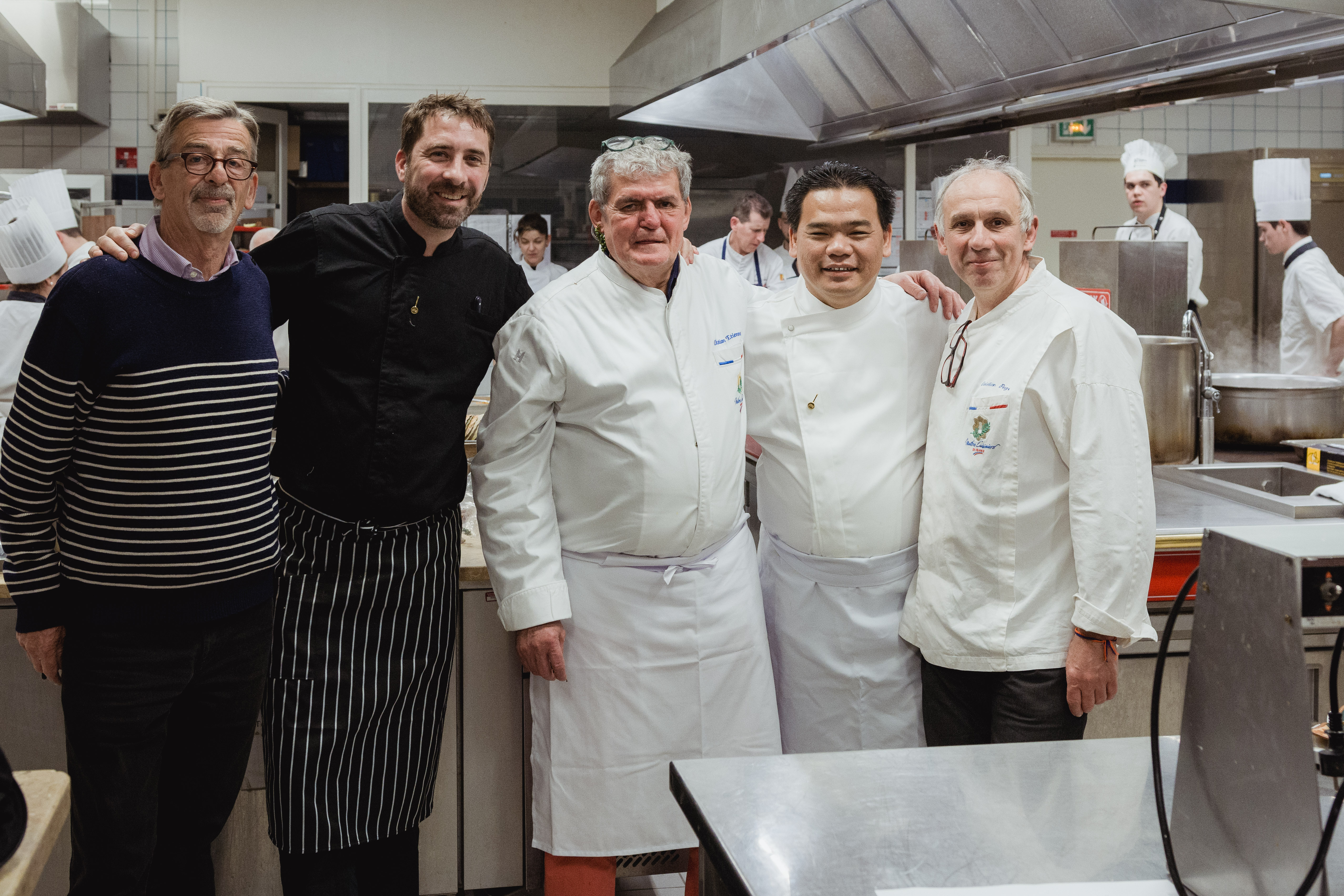
柬埔寨厨师Luu Meng （右二）和他的商业伙伴 Richard Gillet（左二）于 2016 年在法国亞維農推广柬埔寨美食

2020年12月，柬埔寨的外交与国际合作部正式启动「2021-2023 年食品外交」活动，作为经济外交战略的一部分。该部还制定了一项培训柬埔寨厨师在柬埔寨大使馆服务的计划，以及一项为大使配偶提供有关高棉美食知识的计划。 
2021年2月，该部更出版了一本食谱，名為《The Taste of Angkor》，作为柬埔寨驻外的外交使团之烹饪推广工具。 

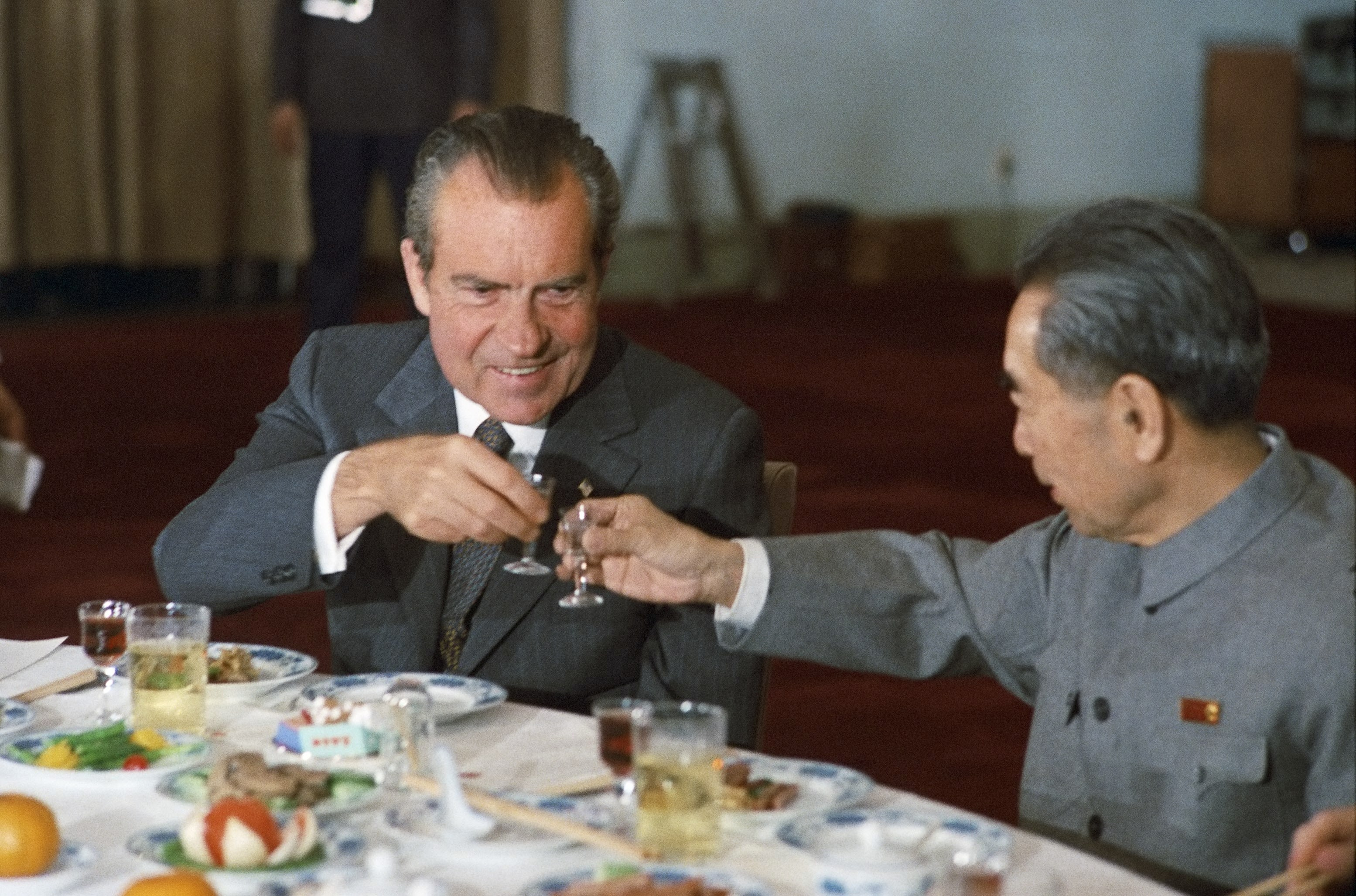
尼克松和周恩来在宴会上互相敬酒

### 中国
1972 年在理查德尼克松访華時，於人民大会堂举行的宴会被形容为「美食外交和美食民族主义的信号时刻」，以及美食的「盛大的烹饪和外交表演」。  （p. 56）及後，美國的《纽约时报》亦出版食谱，帮助读者重现电视上看到的宴会菜肴。  （p. 56）

### 印尼

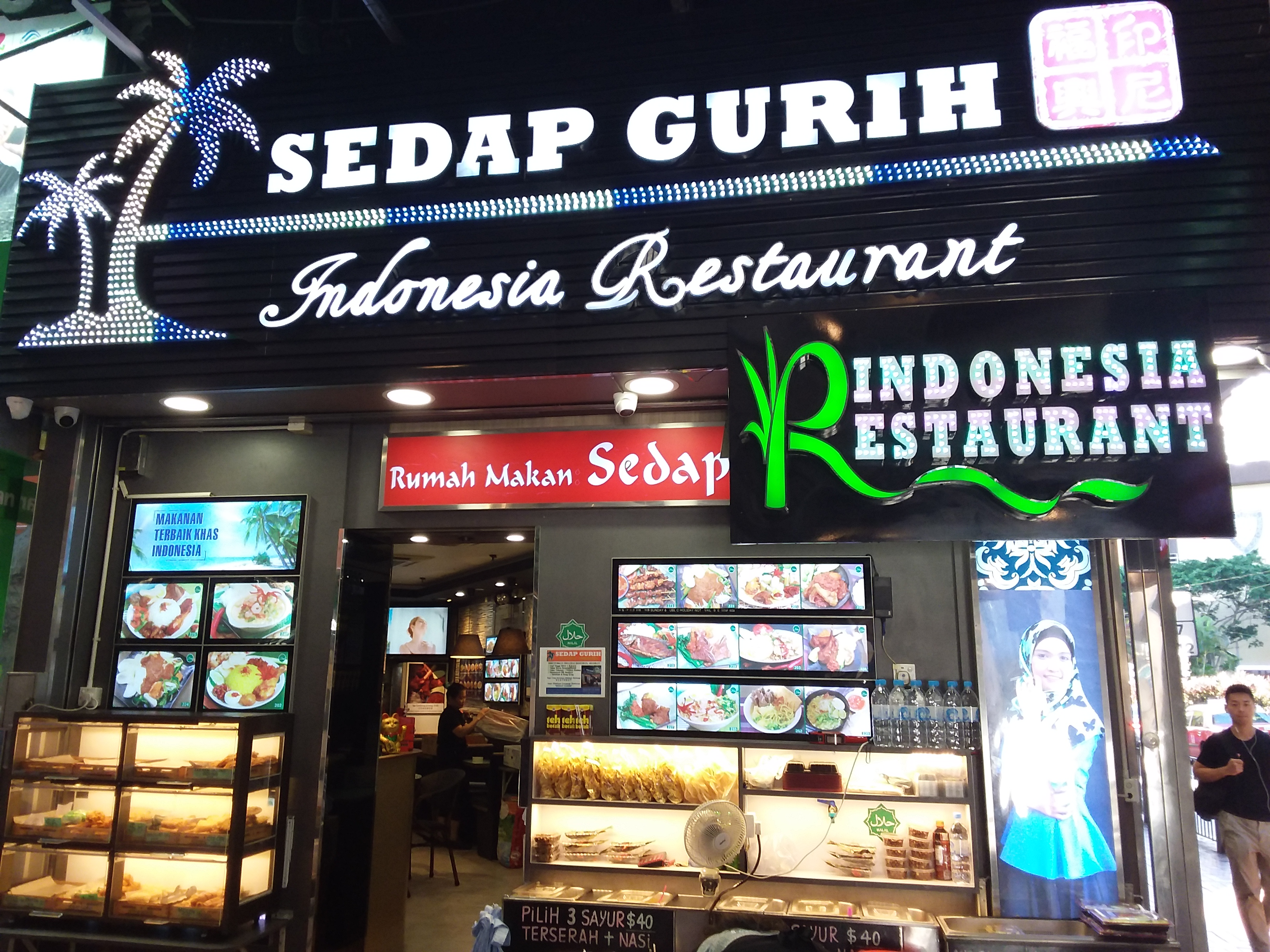
香港的印尼餐厅

印尼菜深受邻国歡迎，當中包括马来西亚、新加坡和澳洲，以及与印尼有着历史渊源的国家（如荷兰、苏里南和南非），其亦開始在日本和韩国受欢迎。  2021年，印尼政府启动了Indonesia Spice Up The World计划，  旨在向国外推广印尼美食，透過帮助当地的香料产品和加工食品进入全球市场，以及帮助海外的印尼餐馆。 
Indonesia Spice Up The World计划包含政府部门间机构、印尼食品工业和公众。该计划的目标是将印尼香料和草药的出口价值提高到20亿美元，並到2024年，在国外的印尼餐館增加4000家。  

### 新加坡
近年来，新加坡通过其位于世界各国的大使馆发起了一项烹饪外交倡议，以推广新加坡美食。 
2021年6月，南韓连锁便利店CU宣布与新加坡旅游局（STB）合作，作为其「新加坡美食之旅系列」的一部分，开始在其所有门店销售新加坡菜咖椰吐司。 
2021年10月，新加坡驻日本大使 Peter Tan 邀请当地组织到使馆官邸進食新加坡菜，例如加东叻沙。

### 美国

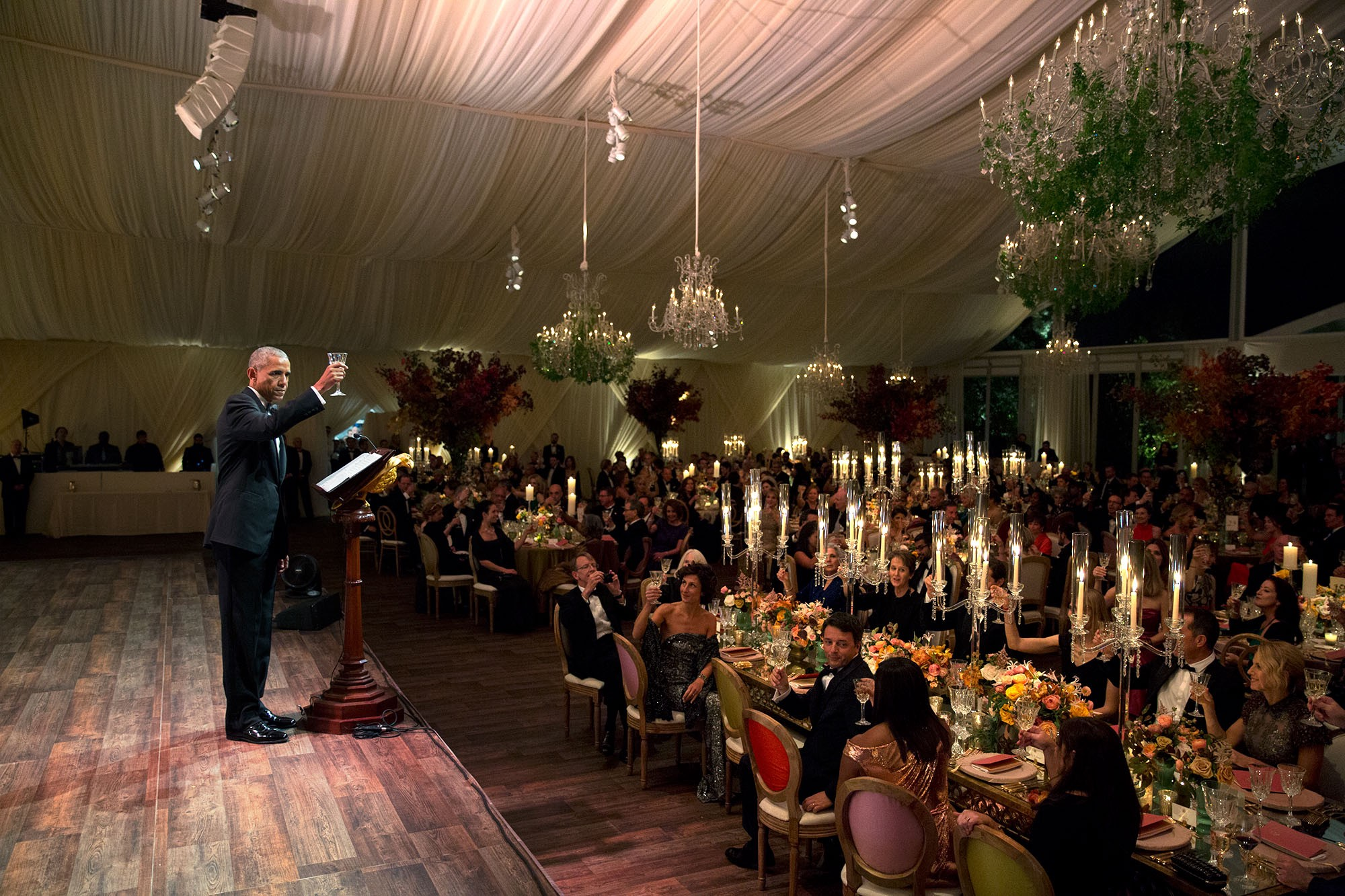
2016 年，美国总统巴拉克·奥巴马在美国国宴上为来访的意大利总理马泰奥·伦齐敬酒

2012年9月，美国正式启动了「烹饪外交伙伴计划」， 該倡议由美国国务院礼宾办公室籌劃。白宫行政总厨Cristeta Comerford 、前白宫行政糕点师 William Yosses和出生于西班牙的厨师José Andrés等80多名厨师，皆被任命为「美国厨师团」的成员。该计划的目标之一是派遣厨师团成员到美国驻外大使馆教授美国美食，推廣外交。